# Schlangentanz

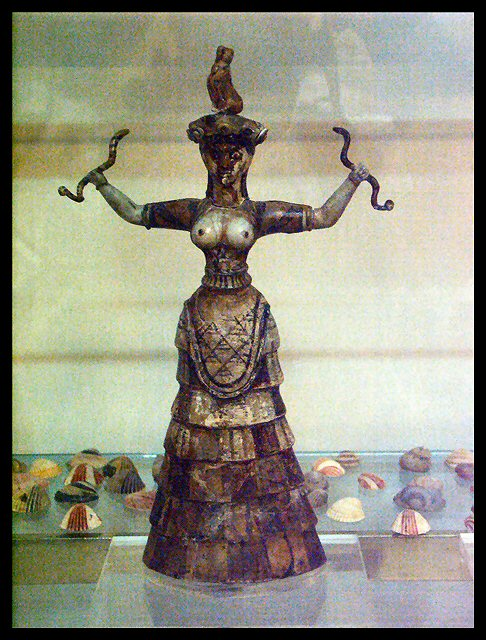
Sogenannte „kleine Schlangen-göttin“ aus Fayence aus der kultischen Schatzkammer des Heiligtums des Palastes von Knossós, ca. 1700–1450 v. Chr., Saal IV, Archäologisches Museum Iraklio, Kreta. Eigentlich Fruchtbarkeitsgöttin der Phönizier, typische Kennzeichen sind üppiger nackter Busen und Schlangen

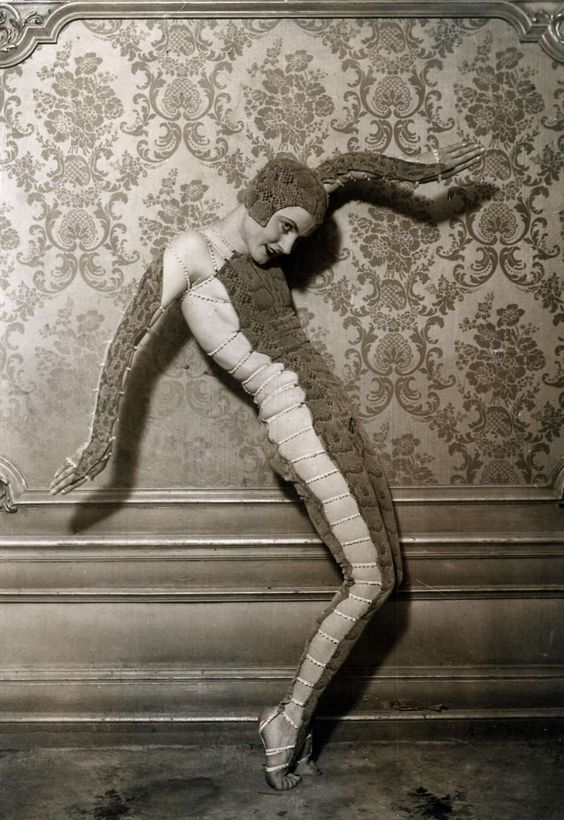
Helena Shelda im „Snake Charmer-Tanz“, bei dem die Bewegungen einer Schlange nachgeahmt werden

Im sogenannten Schlangentanz der Alten Welt werden von der Tänzerin – besonders in Indien – entweder die Bewegungen einer Schlange nachgeahmt, oder sie hält eine sich windende Schlange. Bei der Nachahmung der Bewegungen einer Schlange bewegt die Tänzerin ihren Körper sowie Gliedmaßen in fließenden Bewegungen und imitiert somit die Fortbewegungsart von Schlangen.

## Schlangentänze in verschiedenen Erdteilen

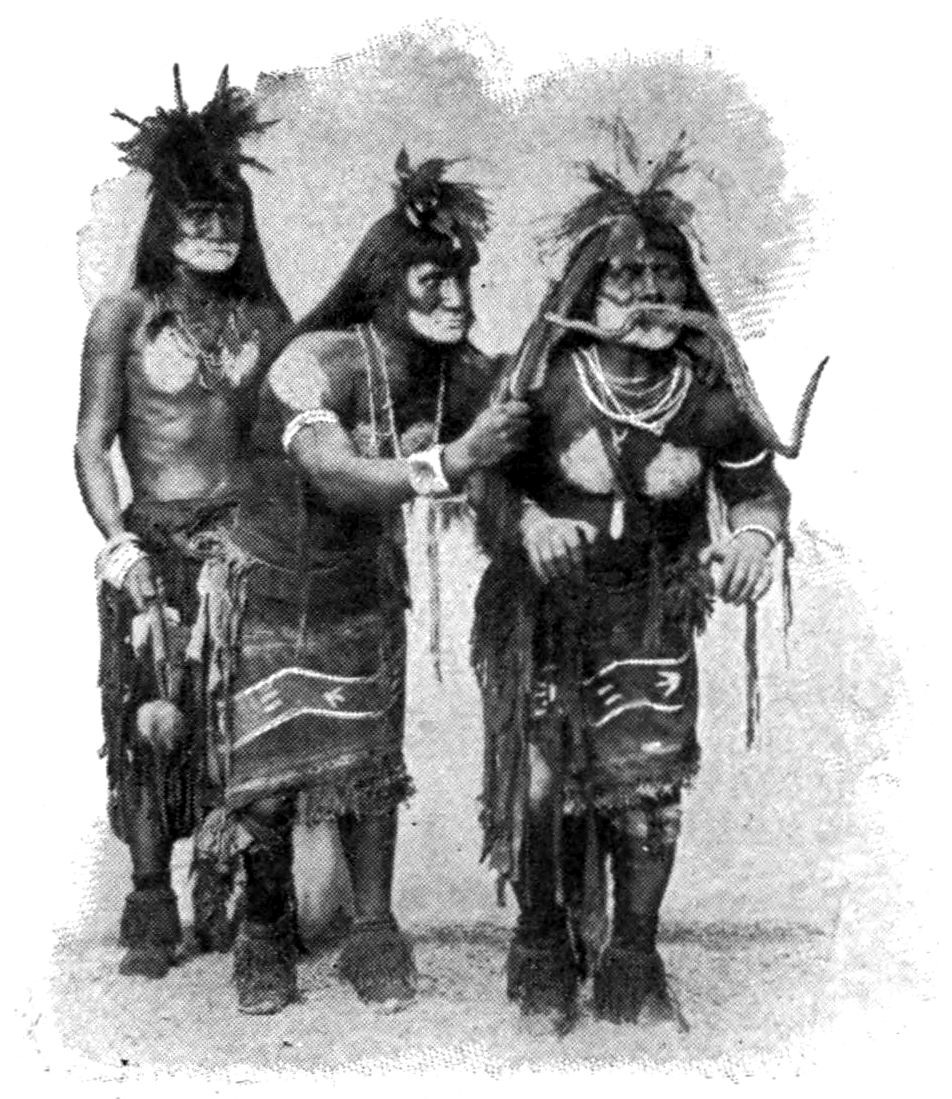
Der Moki (Hopi) Schlangentanz, 1902

Schlangentänze unterschiedlicher Art gibt es in den USA, Europa und Russland, wie auch in Australien oder Ägypten.
Beim Schlangentanz der Hopi handelt es sich um einen Regentanz, der alle zwei Jahre als neuntägige religiöse Zeremonie von Hopi-Priestern in Arizona zelebriert wird.

## Begriff bei Bauwerken
Bei Bauwerken, wie zum Beispiel Japanischen Pagoden, bezeichnet Schlangentanz das Schwingungsmuster um den zentralen Mittelpfeiler, durch das bei Erdbeben Erschütterungen abgefedert werden sollen, da sich jedes „Stockwerk“ in eine entgegengesetzte Richtung bewegt.

## Herkunft
Die Herkunft des Schlangentanzes lässt sich aus historischen Quellen nicht ergründen. Es wird die Auffassung vertreten, dass schon früh in der Menschheitsgeschichte Heiler, Priester oder Schamanen die Schlange wegen ihrer besonders hohen Fruchtbarkeit als heiliges Tier verehrten und auch mit ihr tanzten, um eine Verbindung zur Welt der Götter aufzubauen. Schlangentänze im orientalischen Tanz werden oft auf die bildliche Verwendung der Uräusschlange in der altägyptischen Kunst bezogen, da die Kobra ein heiliges Symbol war und sehr oft Verwendung fand. Ebenso oft werden Schlangentänze auch mit dem Tod von Kleopatra VII. in Verbindung gebracht, die angeblich durch den Biss einer Schlange starb, oder mit dem minoischen Fund der sogenannten kleinen Schlangengöttin aus der kultischen Schatzkammer des Heiligtums des Palastes von Knossós. Letztere ist aber eine Darstellung der Fruchtbarkeitsgöttin der Phönizier, typischerweise erkennbar an dem üppigen nackten Busen der Figur, Tieren auf dem Kopf (hier ein Hase) sowie den vermehrungsstarken Schlangen in ihren Händen. Beide Herleitungen versuchen, dem Fantasietanz mit Schlangen (oder als dargestellte Schlange) einen historischen Hintergrund zu geben und eine uralte Authentizität anzudichten. Heute ist die Ausgestaltung des Tanzes der Fantasie der Tänzer überlassen.

## Schlangentanz in Shows
Eine typische Tanznummer mit Schlange in Shows besteht darin, dass die Tänzerin oder der Tänzer die Schlange an einem Punkt ihres Tanzes aus dem bereitgestellten Korb nimmt und mit ihr zu tanzen beginnt. Dabei muss  man auf das Tier und seine Bewegungen eingehen, denn Schlangen lassen sich nicht abrichten. Die verwendete Musik kann genauso wie das Kostüm, der Schmuck und andere Accessoires frei gewählt werden.
In diesem Zusammenhang ist auch der Schlangenbeschwörer zu erwähnen. Seine giftige Schlange, meist eine Kobra, tanzt nicht zur Musik, sondern folgt der Bewegung der Flöte, die vom Tier als scheinbar lebendes feindliches Objekt wahrgenommen wird.